# Christelle Reboul
Christelle Reboul est une comédienne française née le 19 avril 1974 à Montpellier.

## Biographie
Comédienne de théâtre, elle a joué sous la direction de Jean-Luc Moreau (123 Sardines, 2004-2005), Jean-Pierre Dravel et Olivier Macé (Les Héritiers, 2005-2006 et Les Demoiselles d'Avignon, 2008), Thierry Harcourt (Nos Belles Espérances, 2007). Elle a également fait partie de la troupe de Roger Louret, Les Baladins en Agenais.
Elle participe à des dramatiques radio pour France Culture et France Inter.
Elle joue le rôle de Josy dans la série SOS 18, et celui d'Amélie Dubernet-Carton dans la série Nos chers voisins entre 2012 et 2017. Elle prête également sa voix, très reconnaissable d'ailleurs, pour le cinéma ainsi que pour des dessins animés à la télévision, notamment pour le personnage d'Éloïse Riffler dans la série Foot 2 rue. Elle prête également sa voix à Urumi Kanzaki dans l'anime Great Teacher Onizuka.
Elle a eu une fille prénommée Suzanne en août 2014 et sa grossesse fut intégrée aux scenarios des épisodes de Nos chers voisins.
Elle intègre en 2021, la série Ici tout commence en jouant le rôle de Delphine Delobel.
Elle est en couple avec Nicolas Vaude.

## Filmographie

### Cinéma
- 1996 : Mon ange de Jacques-Hervé Fichet (court-métrage)
- 2004 : Je m'indiffère d'Alain Rudaz et Sébastien Spitz (court-métrage)
- 2008 : Micmacs à tire-larigot de Jean-Pierre Jeunet

### Télévision
- 2007 - 2008 : SOS 18 :  Josy (saison 4, épisodes 2, 4, 5 et 6)
- 2009 : RIS police scientifique : Sophie Levec (saison 5, épisode 14 : Explosif)
- 2011 : Les Edelweiss : Nadège (saison 1, épisode 3)
- 2012 - 2017 :  Nos chers voisins : Amélie Dubernet-Carton
- 2014 : Changement de cap de Nicolas Herdt : La proviseur
- 2015 : Camping Paradis : Corinne Bourdel (saison 7, épisode 3 : Affaire de famille)
- 2016 : Nina : Nathalie Rousseau, la femme de Laurent (saison 2, épisode 1)
- 2016 : Joséphine, ange gardien : Mademoiselle Girard (saison 17, épisode 1 : Le secret de Gabrielle)
- 2018 : Candice Renoir : Lucie Moreau (saison 6, épisode 5 : Le chien est le meilleur ami de l'homme)
- 2017 : Je suis coupable de Christophe Lamotte : Juge Mercier
- 2019 : On va s'aimer un peu, beaucoup... (saison 2)
- 2019 : Crimes parfaits de Nicolas Herdt : Violette (saison 3, épisode 2 : Trop beau pour être vrai)
- 2021 : Les Mystères de l'école de gendarmerie de Lorenzo Gabriele : Evelyne
- 2021 - 2023 : Ici tout commence : Delphine Delobel
- 2021 : HPI de Jean-Christophe Delpias : Sandra Weber, une journaliste (saison 2, épisode 5 : De mille feuk)
- 2023 : La Vie devant toi de Sandrine Veysset : Jeanne Le Goff
- 2025 : Le Nounou : Solange (épisode 2 : Le trait d'union)

## Théâtre
- 2008 : Les Demoiselles d'Avignon de Jaime Salom, mise en scène Jean-Pierre Dravel et Olivier Macé, Théâtre Rive Gauche
- 2009 : Goodbye Charlie de George Axelrod, mise en scène Didier Caron, Théâtre de la Michodière
- 2011 : Venise sous la Neige de Gilles Dyrek, mise en scène Thierry Lavat assisté de Clément Koch au Théâtre Tête d'Or à Lyon, puis en tournée en France.
- 2014 : Georges et Georges de Éric-Emmanuel Schmitt, Mise en scène de Steve Suissa au Théâtre Rive Gauche à Paris
- 2017 : La Fille sur la banquette arrière de Bernard Slade, mise en scène Thierry Harcourt, théâtre Tête d'Or
- 2017 : Amphitryon de Molière, mise en scène de Stéphanie Tesson, Théâtre de Poche Montparnasse
- 2018 : Un fil à la patte de Georges Feydeau, mise en scène Christophe Lidon, théâtre Montparnasse
- 2018 : La Vie rêvée d'Helen Cox de Antoine Rault, mise en scène Christophe Lidon, théâtre La Bruyère
- 2019 : La Souricière de Agatha Christie, mise en scène Ladislas Chollat, Festival d'Anjou puis La Pépinière-Théâtre
- 2019 : George et Sarah de Thierry Lassalle, mise en scène Olivier Macé, festival off d'Avignon
- 2020 : Une heure de tranquillité de Florian Zeller, mise en scène Ladislas Chollat, théâtre Antoine (Captation pour France 2)
- 2021 : Dom Juan de Molière, mise en scène Christophe Lidon, Centre national de création d'Orléans
- 2023 : Ave César de Michele Riml, mise en scène Eric Laugérias, Théâtre Rive Gauche
- 2025 : Les Collectionnistes de François Barluet, mise en scène Christophe Lidon, théâtre Montparnasse

## Doublage

### Cinéma

#### Films
- 2001 : American Pie 2 : Michelle Flaherty (Alyson Hannigan)
- 2002 : Full Frontal : Tracy (January Jones)
- 2018 : Venom : Dora Skirth (Jenny Slate)

#### Films d'animation
- 1995[1] : La Légende de Crystania : Lifan
- 1996[2] : Le Secret du Twilight Gemini : Lara
- 2007 : Barbie Princesse de l'île merveilleuse : Tika
- 2008 : Un été avec Coo : Coo
- 2009 : Barbie présente Lilipucia : Janessa, Emma

### Télévision

#### Téléfilm
- 2005 : Calvin et Tyco : Julie (Kelly Coombs)

#### Séries télévisées
- Kristen Schaal dans :
  - Flight of the Conchords (2007) : Mel
  - Modern Family (2011) : Whitney (saison 1, épisode 13), Barbara (saison 1, épisode 14)
- 2005 : Arrested Development : femme de G.O.B ( ? ) (saison 2, épisode 16)
- 2010 : Drop Dead Diva : une cliente ( ? ) (saison 2, épisode 8)

#### Séries d'animation
- 1997[3] : Les Rois du Texas : Luanne Patter
- 1998[4] : Cowboy Bebop : Stella Bonnaro (épisode 8)
- 1999[5] : Great Teacher Onizuka : Urumi Kanzaki
- 2000[6] : Gate Keepers : Fei
- 2001[7] : The SoulTaker : Komugi Nakahara
- 2001[8] : Haré + Guu : Guu
- 2001[9] : Final Fantasy Unlimited : Lou Lupus
- 2002[10] : Tokyo Underground : Jill et Marie
- 2002[11] : Ailes Grises : Kuu
- 2002[12] : Kiddy Grade : Lumière
- 2003 : Le Secret du sable bleu : Jeanne
- 2004 : .hack//Legend of the Twilight : Morti
- 2005 : Fullmetal Alchemist : Elysia Hugues
- 2005 : Paranoia Agent : Mme Kamohara
- 2005-2007 : Les Frères Koalas : Mitzi
- 2005-2010 : Foot 2 rue : Eloïse Riffler et P'tit Dragon
- 2006 : Zatch Bell : Shion
- 2006 : Mai-HiME : Mikoto Minagi
- 2006 : Elemental Gerad : Reverie "Ren" Metherlence
- 2006 : Dibo le dragon : Rosie
- 2007 : La Légende des super-héros : Triplicate Girl / Duo Damoiselle
- 2007 : Ergo Proxy : Pino
- 2007-2008 : Atout 5 : Miou

#### Original video animation
- 1996[13] : La Légende de Crystania : Lifan
- 1999 : Blue submarine n°6 : Mayumi Kino
- 2001 : FLCL : Eri Ninamori

### Jeux vidéo
- 2002 : The Elder Scrolls III: Morrowind : femmes Elfes des bois
- 2007 : Naruto: Rise of a Ninja : Haku, villageoises
- 2012 : Guild Wars 2 : Jafri